# Безіл Коппер
Безіл Фредерик Альберт Коппер (англ. Basil Copper; 5 лютого 1924 — 4 квітня 2013) — англійський письменник у жанрах горору, фентезі та детективу, а також укладач декількох збірок.

## Життєпис
Безіл Коппер народився в Лондоні 1924 році і тривалий час працював журналістом. Він почав писати власні оповідання досить пізно, що, однак, не завадило йому швидко стати в один ряд з найвизначнішими авторами літератури жахів Великої Британії. Для творчості Коппера характерний оригінальний підхід до традиційних для жанру сюжетів та ситуацій, а також поєднання класичних мотивів літератури жахів з елементами наукової фантастики, детективу та психологічної прози.

## Оповідання
Перше оповідання Коппера, «Павук», опубліковано 1964 року в престижній антології «П'ята панорама жахів». Відтоді його короткі твори стали регулярно з'являтися в різних журналах та збірниках. Від 1967 до 2010 року вийшли такі збірки оповідань Коппера:
- «Ще не в сутінках» (1967)
- «Біля узголів'я Зла» (1973)
- «Блиск полірованих лез»
- «Під відлуння кроків» (1975)
- «Далі — темрява» (1977)
- «Тут водяться демони» (1978)
- «Голос долі» (1980)
- «Нічні шепоти» (1999)
- «Холодна долоня в мене на плечі»
- «Ніж у спину»
- «Темрява, туман і тінь: вибрані оповідання Безіла Коппера» (2010)

## Окремі романи
Велика проза Коппера представлена кількома самостійними романами в жанрі горор:
- «Величезний білий простір» (1975)
- «Прокляття насмішників» (1976)
- «Некрополь» (1980)
- «Чорна смерть» (1991)
- «Вовчий дім»

## Серійні твори
Безіл Коппер також є автором двох великих серій детективних романів. Одна з них присвячена приватному детективу Майклу Фарадею і включає 58 коротких романів, написаних між 1966 і 1988 роками. Друга оповідає про пригоди Солара Понса — персонажа, якого вигадав письменник Август Дерлет, чиїм шанувальником був Коппер, і складається з восьми збірок оповідань (1979—2005) і одного роману, «Солар Понс проти Кігтя Диявола», написаного 1980 року, однак виданого аж 2004 року.

## Дослідження
Безіл Коппер — автор двох монументальних досліджень, присвячених літературі жахів. Це книги «Вампіри в легендах, історії та мистецтві» (1973) та «Перевертні в легендах, історії та мистецтві» (1977).
Власну творчість Коппера послідовно висвітлено в монографії відомого фахівця з літератури жахів Стівена Джонса «Безіл Коппер: життя в книгах» (2008).